# Liste der Biografien/Hamp
Liste der Biografien |
Portal Biografien |
Personensuche
# |
A |
B |
C |
D |
E |
F |
G |
H |
I |
J |
K |
L |
M |
N |
O |
P |
Q |
R |
S |
T |
U |
V |
W |
X |
Y |
Z |
?
 
Ha |
Hd |
He |
Hi |
Hj |
Hk |
Hl |
Hm |
Hn |
Ho |
Hr |
Hs |
Ht |
Hu |
Hv |
Hw |
Hy
 
Haa |
Hab |
Hac |
Had |
Hae–Haf |
Hag |
Hah |
Hai |
Haj |
Hak |
Hal |
Ham |
Han |
Hao |
Hap |
Haq |
Har |
Has |
Hat |
Hau |
Hav |
Haw |
Hax |
Hay |
Haz
 
Hama |
Hamb |
Hamd |
Hame |
Hamf |
Hamh |
Hami |
Hamk |
Haml |
Hamm |
Hamn |
Hamo |
Hamp |
Hamr |
Hams |
Hamu |
Hamv |
Hamw |
Hamy |
Hamz
Die Liste der Biografien führt alle Personen auf, die in der deutschsprachigen Wikipedia einen Artikel haben. Dieses ist eine Teilliste mit 147 Einträgen von Personen, deren Namen mit den Buchstaben „Hamp“ beginnt.

## Hamp
- Hamp, Sheila Ford (* 1951), US-amerikanische Unternehmerin
- Hamp, Vinzenz (1907–1991), deutscher katholischer Theologe

### Hampa
- Hampâté Bâ, Amadou († 1991), afrikanischer Schriftsteller und Ethnologe

### Hampd
- Hampden, Edmund († 1471), englischer Ritter
- Hampden, John († 1643), englischer Politiker
- Hampden, Walter (1879–1955), US-amerikanischer SchauspielerWalter Hampden (1879–1955)

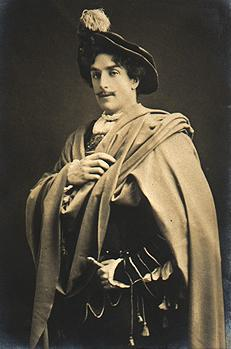
Walter Hampden (1879–1955)

### Hampe
- Hampe, Asta (1907–2003), deutsche Ingenieurin, Volkswirtin und Statistikerin
- Hampe, August (1866–1945), deutscher Jurist und Politiker (BNP), MdR
- Hampe, Beate (* 1968), deutsche Sprachwissenschaftlerin
- Hampe, Bruno (1892–1970), deutscher Bauingenieur und Baubeamter
- Hampe, Carl Friedrich (1772–1848), deutscher Maler und Zeichner
- Hampe, Erhard (1928–1998), deutscher Bauingenieur
- Hampe, Erich (1889–1978), deutscher Offizier, Präsident der Bundesanstalt für Zivilen Luftschutz; General der technischen Truppe, Einsatzleiter der Technischen Nothilfe
- Hampe, Ernst (1795–1880), deutscher Apotheker und Bryologe
- Hampe, Ernst Heinrich Wilhelm (* 1806), deutscher Maler
- Hampe, Felix (* 1979), deutscher Mykologe
- Hampe, Guido (1839–1891), deutscher Landschaftsmaler
- Hampe, Hans (1892–1941), deutscher Schauspieldirektor und Theaterregisseur
- Hampe, Helmut (1896–1939), deutscher Musiklehrer und Ornithologe
- Hampe, Henning Franz (1670–1722), Mitglied des Rats der Stadt Haldensleben und Kämmerer
- Hampe, Hermann (1904–1970), deutscher Architekt, Leiter des Evangelischen Kirchenbauamts Baden
- Hampe, Johann Christoph (1913–1990), deutscher protestantischer Theologe, Journalist und Schriftsteller
- Hampe, Johann Heinrich (1693–1777), deutsch-britischer Mediziner, Metallurg und Naturforscher
- Hampe, Joseph Wenzel von (1790–1862), österreichischer k.k. Bergrat und k.k. Sektionsrat
- Hampe, Karl (1869–1936), deutscher Historiker und Mediävist
- Hampe, Karl-Alexander (1919–2009), deutscher Diplomat und Historiker
- Hampe, Lothar (* 1946), deutscher Politiker (CDU), MdL
- Hampe, Manfred J. (* 1952), deutscher Maschinenbauingenieur, Verfahrenstechniker und Hochschullehrer
- Hampe, Michael (1935–2022), deutscher Schauspiel- und Opern-Regisseur
- Hampe, Michael (* 1961), deutscher Philosoph, Professor für Philosophie und BuchautorMichael Hampe (* 1961)

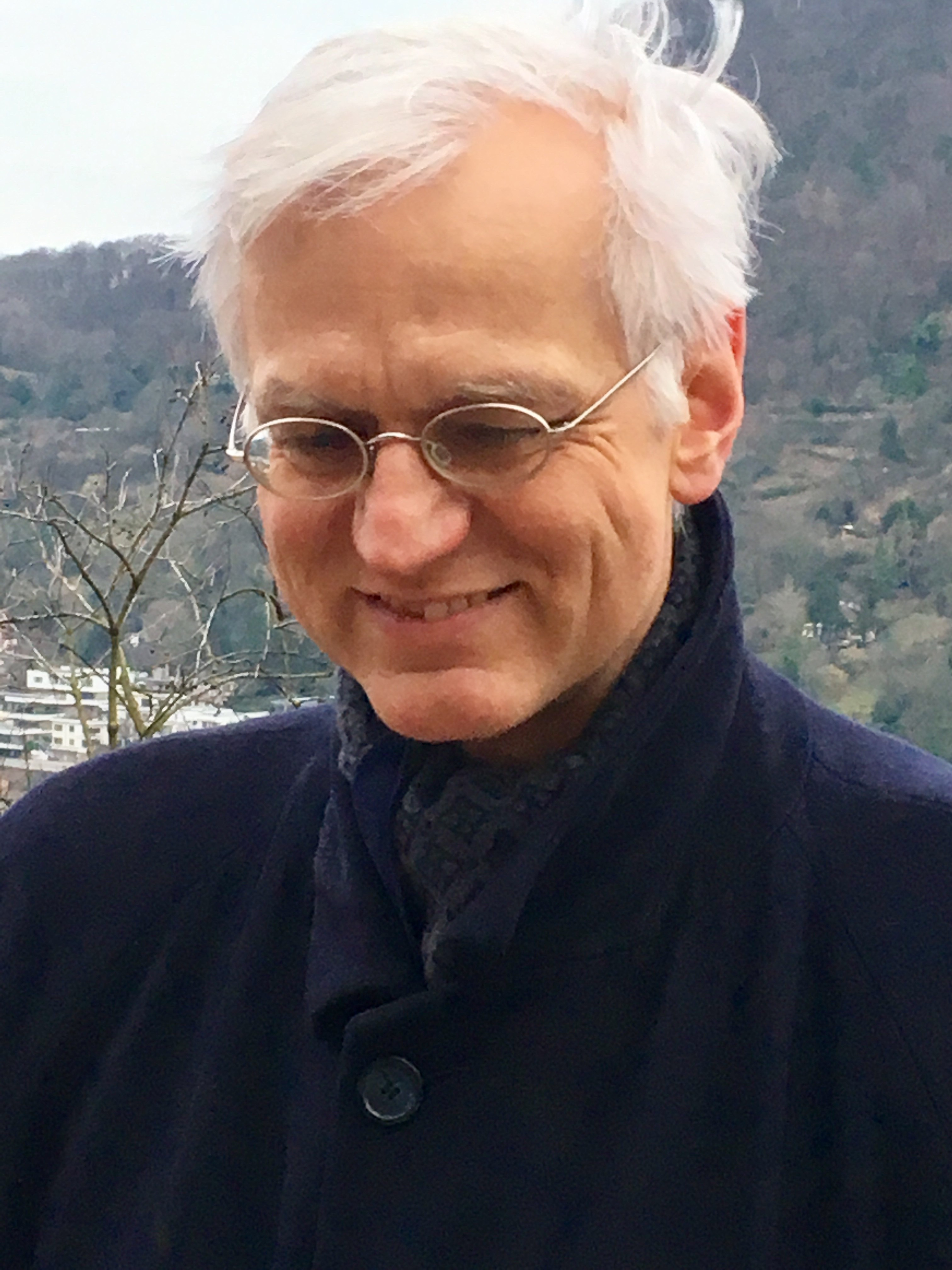
Michael Hampe (* 1961)

- Hampe, Peter (* 1940), deutscher Wirtschafts- und Politikwissenschaftler
- Hampe, Richard (1863–1931), österreichischer Beamter und Politiker
- Hampe, Robert (1879–1940), deutscher Politiker (DNVP), MdR
- Hampe, Roland (1908–1981), deutscher Klassischer Archäologe
- Hampe, Theodor (1866–1933), deutscher Germanist und Kunsthistoriker, 2. Direktor des Germanischen Nationalmuseum
- Hampel, Adolf (1933–2022), deutscher katholischer Theologe
- Hampel, Angela (* 1956), deutsche Malerin, Grafikerin und Objektkünstlerin
- Hampel, Anika (* 2003), deutsche Handballspielerin
- Hampel, Anton Joseph († 1771), Komponist und Entwickler des Vorläufers des heutigen Waldhorns
- Hampel, Armin-Paul (* 1957), deutscher Journalist, Filmautor und Politiker (AfD)Armin-Paul Hampel (* 1957)

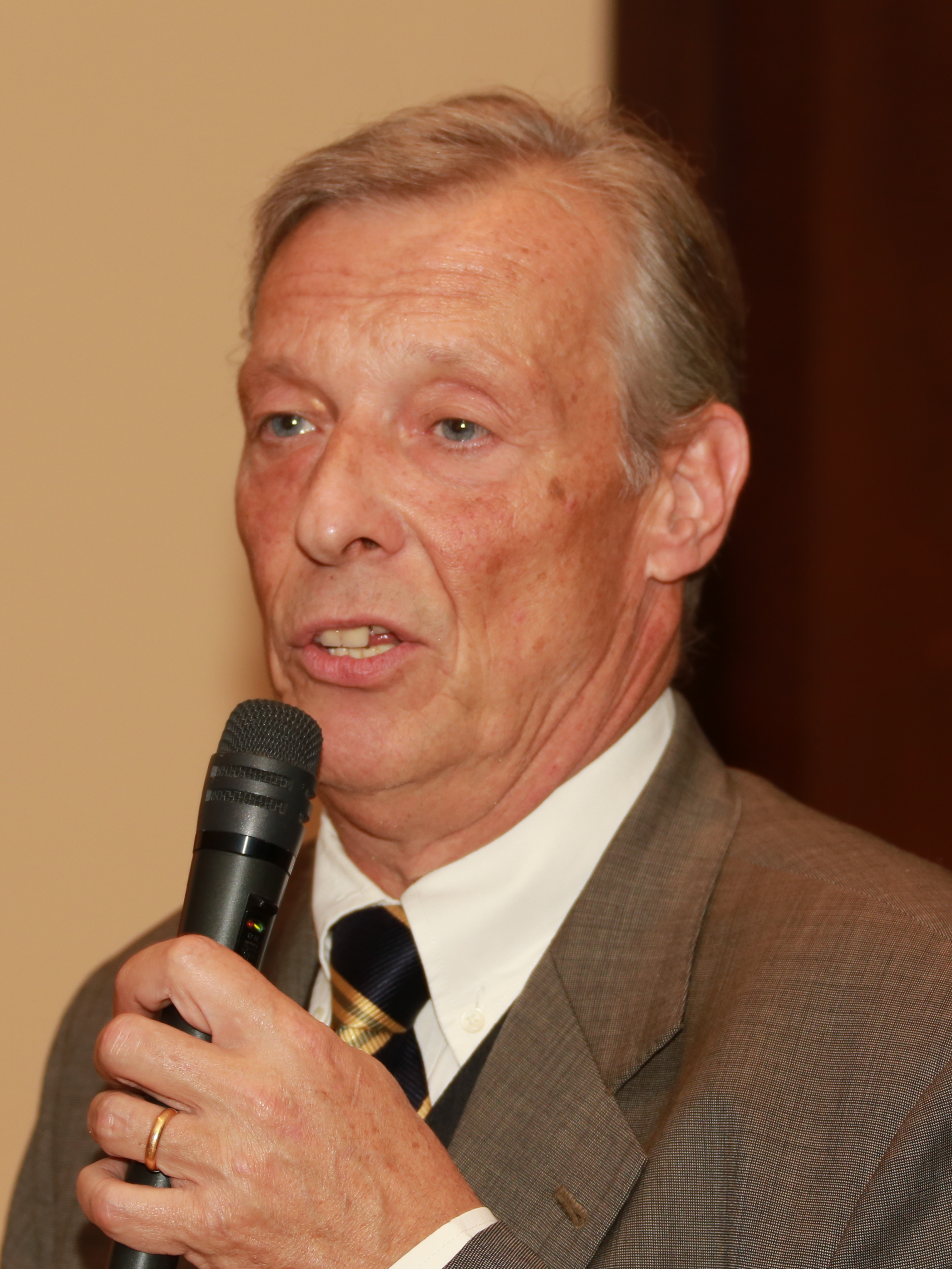
Armin-Paul Hampel (* 1957)

- Hampel, Bruno (1920–1996), deutscher Autor und Drehbuchautor
- Hampel, Carl (1849–1930), deutscher Landschaftsarchitekt
- Hampel, Charlotte (1863–1945), österreichische Malerin
- Hampel, Cornelia, deutsche Autorin christlicher Hörspiele für Kinder
- Hampel, Curt (1905–1973), deutscher Hochschullehrer
- Hampel, Daniela (* 1972), deutsche Juristin, Richterin am Bundesverwaltungsgericht
- Hampel, Desiderius (1895–1981), österreichischer Offizier, zuletzt SS-Brigadeführer und Generalmajor der Waffen-SS
- Hampel, Elise (1903–1943), deutsche Widerstandskämpferin gegen den Nationalsozialismus
- Hampel, Erich (* 1951), österreichischer Bankmanager
- Hampel, Ernst (1885–1964), österreichischer Politiker (GDVP), Abgeordneter zum Nationalrat
- Hampel, Ernst (1919–1945), deutscher Maler und Widerstandskämpfer gegen den Nationalsozialismus sowie ein Opfer der NS-Kriegsjustiz
- Hampel, Eryk (* 1997), polnischer Sprinter
- Hampel, Eva (* 1992), deutsche Florettfechterin und deutsche Meisterin
- Hampel, Frank (1941–2018), deutscher Statistiker und Hochschullehrer
- Hampel, Friedrich (* 1898), deutscher Politiker (CDU), MdL Sachsen-Anhalt
- Hampel, Fritz (1895–1932), deutscher satirischer Schriftsteller, Journalist und Karikaturist
- Hampel, Gunter (* 1937), deutscher JazzmusikerGunter Hampel (* 1937)

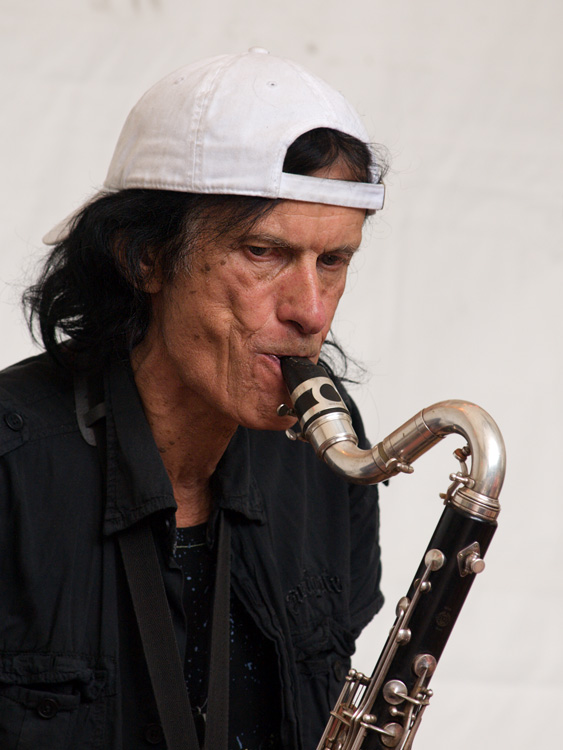
Gunter Hampel (* 1937)

- Hampel, Hermann Otto (1888–1935), deutscher SPD-Funktionär und Widerstandskämpfer gegen den Nationalsozialismus
- Hampel, Johann Georg Carl (1789–1842), deutscher Architekt und Baubeamter
- Hampel, Johannes (1925–2016), deutscher Pädagoge
- Hampel, Josef (1897–1979), deutscher Chemiker
- Hampel, József (1849–1913), ungarischer Archäologe und Museumskurator
- Hampel, Klaus Erich (1932–2016), deutscher Arzt und Facharzt für innere Medizin
- Hampel, Manfred (* 1942), deutscher Politiker (SPD), MdB
- Hampel, Maria Magdalena (* 1839), deutsche Lehrerin für Kalligraphie, Musik und Malerei sowie Erfinderin einer Schreibhand
- Hampel, Max (1893–1978), deutscher Politiker (DDP, CDU), MdA
- Hampel, Nadine (* 1975), deutsche Politikerin (SPD), MdL
- Hampel, Olaf (* 1965), deutscher Bobfahrer
- Hampel, Olaf (* 1967), deutscher American-Football-Spieler
- Hampel, Oliver (* 1985), deutscher Fußballspieler
- Hampel, Otto Hermann (1897–1943), deutscher Widerstandskämpfer gegen den NationalsozialismusOtto Hermann Hampel (1897–1943)

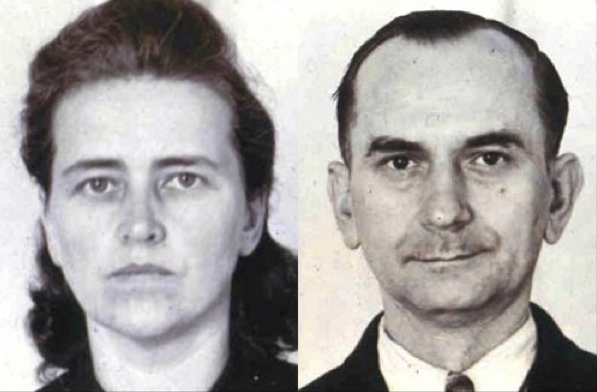
Otto Hermann Hampel (1897–1943)

- Hampel, Paul (* 1907), deutscher Verwaltungsjurist und Landrat
- Hampel, Petra (* 1961), deutsche Psychologin
- Hampel, Renata (1930–2013), deutsche Ordensschwester (Maria-Ward-Schwester)
- Hampel, Stephan (* 1989), deutscher Handballspieler
- Hampel, Thomas (* 1966), deutscher Polizeibeamter und seit November 2020 Polizeipräsident in München
- Hampel, Ulrich (* 1964), deutscher Politiker (SPD), MdB
- Hampel, Vinzenz (1880–1955), deutscher Pädagoge und Musiker
- Hampel, Winfried (1935–2010), deutscher Chemiker und Politiker (LDPD, BFD, FDP, CDU), MdA
- Hampel-Faltis, Gertie (1897–1944), sudetendeutsche Dichterin und Gutsbesitzerin
- Hampel-Fuchs, Maria (* 1940), österreichische Politikerin (ÖVP), Wiener Stadtrat und Landtagspräsidentin
- Hampeln, Karl von (1794–1880), österreichischer, in Russland und Wien tätiger Porträtzeichner, Kupferstecher und Lithograf
- Hampenberg, Morten (* 1977), dänischer Musiker
- Hamperl, Herwig (1899–1976), deutscher Pathologe und Hochschullehrer

### Hampf
- Hampf, Kevin (* 1984), deutscher Fußballspieler
- Hampf, Michaela (* 1971), deutsche Historikerin

### Hampi
- Hampicke, Ulrich (* 1944), deutscher Agrarwissenschaftler und Umweltökonom

### Hampl
- Hampl, Franz (1910–2000), österreichischer Althistoriker
- Hampl, Helmut (1950–2021), deutscher Fußballspieler
- Hampl, Stefan (* 1974), deutscher Fußballspieler
- Hampl, Štěpán (* 1999), tschechischer Sprinter
- Hampl, Stephanie (* 1980), deutsche Opern-, Operetten, Lied- und Konzertsängerin (Mezzosopran)
- Hamplová, Sylva (* 1935), tschechische Romanistin, Hispanistin und Hochschullehrerin

### Hampp
- Hampp, Bernhard (* 1975), deutscher Journalist und Autor
- Hampp, Rita (* 1954), deutsche Journalistin und Schriftstellerin
- Hamppe, Carl (1814–1876), österreichischer Schachspieler

### Hampr
- Hamprecht, Bodo (1940–2005), deutscher Physiker
- Hamprecht, Klaus (1954–2022), deutscher Virologe

### Hamps
- Hampshire, David (1917–1990), britischer Rennfahrer
- Hampshire, Emily (* 1981), kanadische SchauspielerinEmily Hampshire (* 1981)

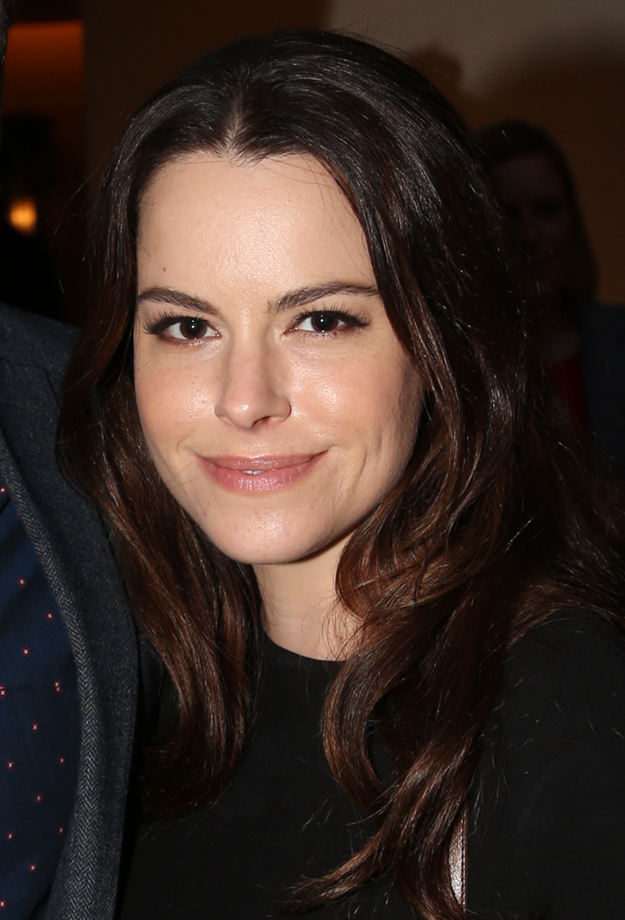
Emily Hampshire (* 1981)

- Hampshire, Susan (* 1937), britische Schauspielerin
- Hampson, George Francis (1860–1936), britischer Entomologe
- Hampson, Gord (* 1959), kanadischer Eishockeyspieler
- Hampson, Jimmy (1906–1938), englischer Fußballspieler
- Hampson, Sharon (* 1943), kanadische Schauspielerin
- Hampson, Ted (1910–1990), australischer Sprinter
- Hampson, Ted (* 1936), kanadischer Eishockeyspieler und -trainer
- Hampson, Thomas (* 1955), US-amerikanischer Opernsänger (Bariton)
- Hampson, Tommy (1907–1965), britischer Mittelstreckenläufer und Olympiasieger
- Hampson, William (1854–1926), britischer Erfinder
- Hampsten, Andrew (* 1962), US-amerikanischer Radrennfahrer

### Hampt
- Hampton Robb, Isabel (1859–1910), US-amerikanische Krankenschwester und Pflegetheoretikerin
- Hampton, Bo (* 1954), US-amerikanischer Comiczeichner, sowie Storyboard-Artist für Zeichentrick- und Werbefilme
- Hampton, Brandon K. (* 1990), US-amerikanischer Schauspieler
- Hampton, Brenda (* 1951), US-amerikanische Drehbuchautorin und Filmproduzentin
- Hampton, Casey (* 1977), US-amerikanischer American-Football-Spieler
- Hampton, Christopher (* 1946), britischer Dramatiker, Drehbuchautor, Übersetzer und Filmregisseur
- Hampton, Dan (* 1957), US-amerikanischer American-Football-Spieler
- Hampton, David (* 1947), britischer Eisschnellläufer und Shorttracker
- Hampton, Dawn (1928–2016), amerikanische Jazz-Sängerin und Tänzerin
- Hampton, Fred (1948–1969), US-amerikanischer Bürgerrechtler und Aktivist der Black Panther Party
- Hampton, Hannah (* 2000), englische FußballtorhüterinHannah Hampton (* 2000)

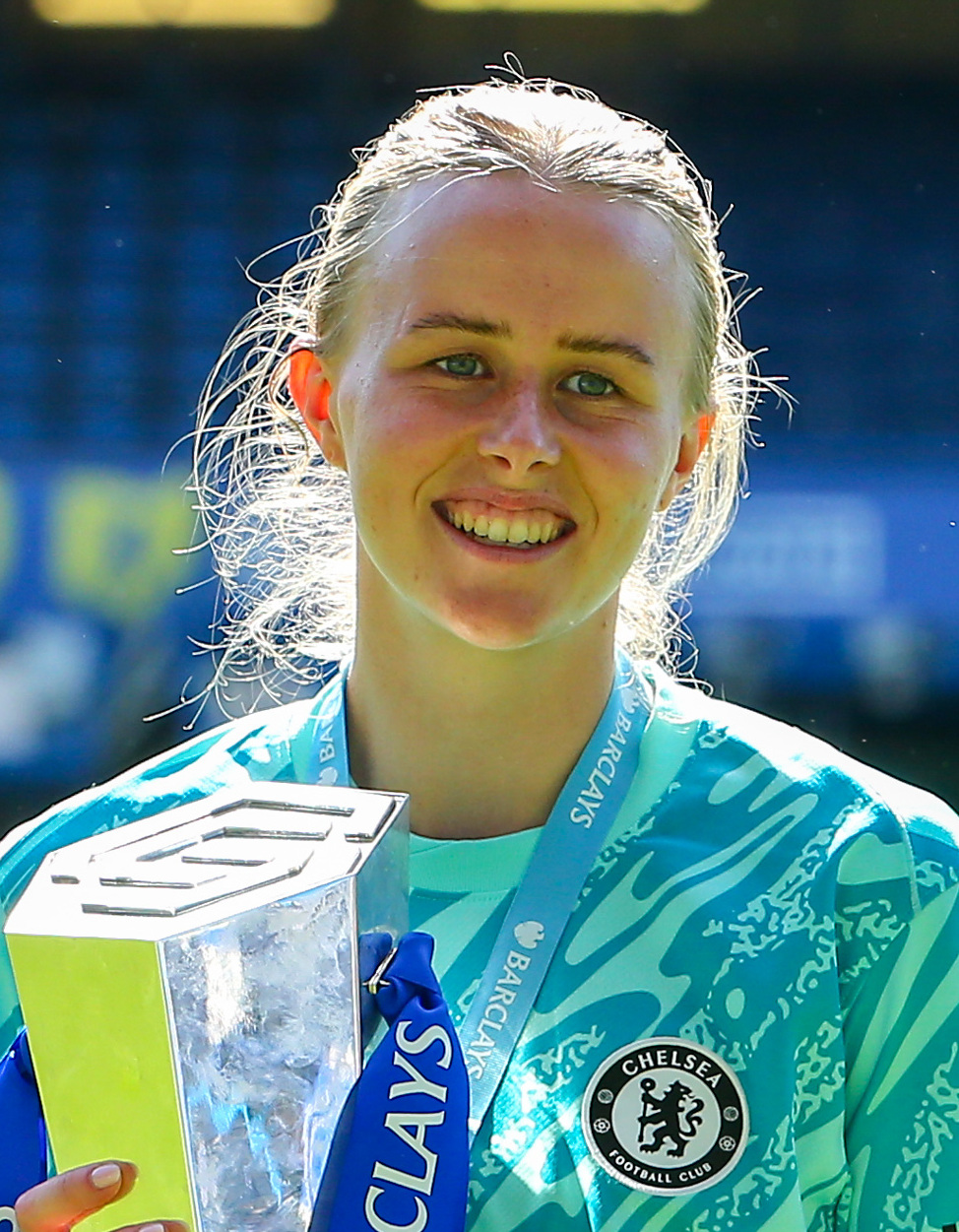
Hannah Hampton (* 2000)

- Hampton, Harry (1885–1963), englischer Fußballspieler
- Hampton, James (1909–1964), US-amerikanischer Künstler
- Hampton, James (1936–2021), US-amerikanischer Schauspieler, Fernsehregisseur und Drehbuchautor
- Hampton, James G. (1814–1861), US-amerikanischer Politiker
- Hampton, Jamie (* 1990), US-amerikanische Tennisspielerin
- Hampton, Jenean (* 1958), US-amerikanische Politikerin
- Hampton, John († 1869), Gouverneur von Western Australia
- Hampton, Keisha (* 1990), US-amerikanische Basketballspielerin
- Hampton, Lionel (1908–2002), US-amerikanischer Jazzmusiker
- Hampton, Millard (* 1956), US-amerikanischer Sprinter und Olympiasieger
- Hampton, Moses (1803–1878), US-amerikanischer Politiker
- Hampton, Nick (* 2000), US-amerikanischer American-Football-Spieler
- Hampton, Orville H. (1917–1997), US-amerikanischer Drehbuchautor
- Hampton, Paula (* 1938), US-amerikanische Jazzmusikerin
- Hampton, Philip (* 1953), britischer Bankier und Manager
- Hampton, R. J. (* 2001), US-amerikanischer Basketballspieler
- Hampton, Rick (* 1956), kanadischer Eishockeyspieler
- Hampton, Russell (* 1988), britischer Bahn- und Straßenradrennfahrer
- Hampton, Scott (* 1959), US-amerikanischer Comiczeichner
- Hampton, Shanola (* 1977), US-amerikanische SchauspielerinShanola Hampton (* 1977)

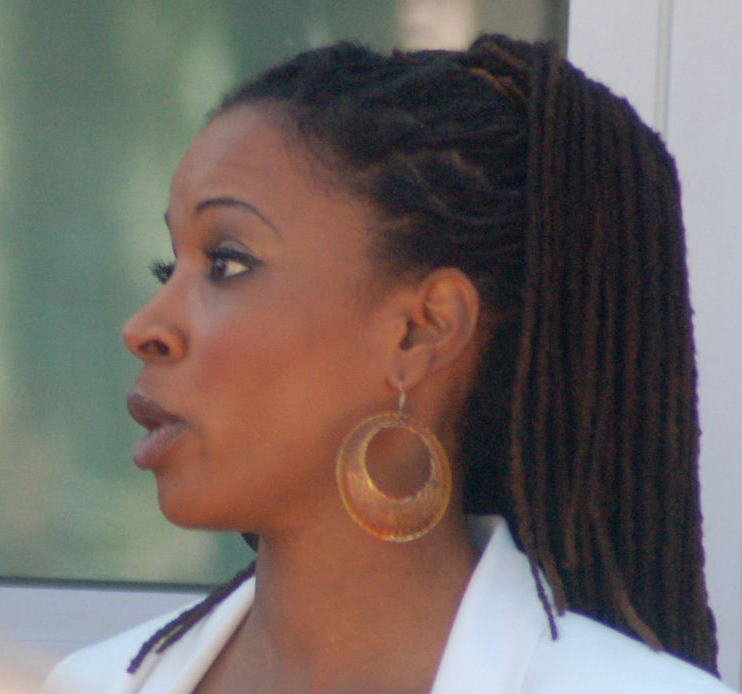
Shanola Hampton (* 1977)

- Hampton, Shirley (* 1935), britische Sprinterin
- Hampton, Slide (1932–2021), US-amerikanischer Jazzposaunist
- Hampton, Wade I. (1754–1835), US-amerikanischer General, Politiker und Pflanzer
- Hampton, Wade II (1791–1858), US-amerikanischer Plantagenbesitzer
- Hampton, Wade III. (1818–1902), konföderierter General im Amerikanischen Bürgerkrieg und Politiker